# Arturo Torres (piłkarz boliwijski)
Arturo Torres – piłkarz boliwijski, obrońca.
Jako piłkarz klubu Municipal La Paz wziął udział w turnieju Copa América 1963, gdzie Boliwia zdobyła tytuł mistrza Ameryki Południowej. Torres zagrał tylko w meczu z Ekwadorem.
Razem z klubem Municipal wziął udział w turnieju Copa Libertadores 1966, gdzie jego klub zajął 4. miejsce w 6-zespołowej grupie i odpadł w pierwszej rundzie.